# Klaus Ebert
Klaus Ebert (* 13. Februar 1949 in Münster; † 3. Dezember 2003 ebenda) war ein deutscher Maler und langjähriger Kanzler (Vorsitzender) der Freien Künstlergemeinschaft Schanze in Münster. 

## Leben und Werk
Klaus Ebert studierte 1971–1975 an der WKS/Fachhochschule Münster, Fachbereich Design, bei Bernd Damke. Von 1981 bis 1984 nahm er eine Lehrtätigkeit an der Universität Dortmund wahr.
Bleibende Verdienste erwarb sich Ebert durch sein Engagement in der Freien Künstlergemeinschaft Schanze: Seit 1975 war Ebert Mitglied, 1982 wurde er zum Kanzler (Vorsitzenden) der Vereinigung gewählt und hatte dieses Amt insgesamt 15 Jahre inne (1982–1988 und 1992–2000). In seiner Kanzlerschaft knüpfte er intensive Kontakte zur niederländischen Kunstszene, vor allem nach Enschede, aber auch zu den Partnerstädten Münsters und in die damals neuen Bundesländer.
Klaus Ebert entwickelte einen unverkennbar eigenständigen Malstil: Er konzentrierte sich zunehmend auf das Sujet der Küstenlandschaft, wobei er sich einem immer höheren Grad der Abstraktion näherte. In seinen späten Arbeiten reichen wenige Linien aus, die Anatomie der Küste erkennbar werden zu lassen. Die Farbigkeit ist stark zurückgenommen, die Landschaft setzt sich nur noch aus scharf voneinander getrennten Farbflächen zusammen, meist in leicht nuancierten Grautönen.
Klaus Ebert starb im Dezember 2003 nach schwerer Krankheit im Alter von 54 Jahren.

## Ausstellungen
Ebert beteiligte sich an vielfältigen Ausstellungen im In- und Ausland. Ausstellungsbeteiligungen unter anderem: Westdeutscher Künstlerbund Karl-Ernst-Osthaus-Museum Hagen; „Kunstpreis Junger Westen“ Kunsthalle Recklinghausen; Budapest Galéria, Ungarn; Galerie Øvre Frednes Porsgrun Norwegen; Kunsthaus Wiesbaden, St-Pierre-le Puellier Orléans, Frankreich; Galerie Oude Markt 17, Enschede, Niederlande. Des Weiteren nahm er an allen Ausstellungen der Schanze seit 1977 teil.
Einzelausstellungen unter anderem: Städtische Galerie Schloss Oberhausen; Ruhrländischer Künstlerbund Essen, Städtische Galerie Bad Oeynhausen.
Im Februar und März 2004 fand eine große Ausstellung „In Memoriam Klaus Ebert“ im Haus der Niederlande in Münster statt, ausgerichtet durch seine Weggefährten der „Schanze“. Wegen des großen Interesses wurde die Ausstellung vom November 2005 bis Januar 2006 in der Galerie des Uniklinikums Münsters wiederholt.